# Астраханский дуб
Астраханский дуб (долгое время ошибочно назывался «Дуб Петра I») — памятник живой природы в Астрахани. Растёт на улице Генерала Герасименко. Является самым старым деревом на территории города — его возраст, по оценкам специалистов, составлял 443 года на 2013 год.

## История
Продолжительное время считалось, что дерево было посажено Петром I в 1722 году во время его визита в Астрахань, однако позже выяснилось, что дуб на полтора столетия старше.
В январе 2011 года мэрия Астрахани при поддержке региональной службы природопользования и охраны окружающей среды направила заявку на присвоение знаменитому дубу статуса памятника живой природы. В августе 2012 года решением сертификационной комиссии всероссийской программы «Деревья — памятники живой природы» дуб получил статус памятника живой природы всероссийского значения. В декабре 2012 года он был внесён в реестр старовозрастных деревьев России. Специалисты центра древесных экспертиз «Здоровый лес» провели диагностику дерева и установили его точный возраст — 443 года. В сентябре 2016 года дуб был включён в список 12 претендентов на звание «Российское дерево года», позволяющее участвовать в конкурсе «Европейское дерево года 2018», проводимом Чешским экологическим фондом.

## Описание
Дерево относится к виду дубов черешчатых. Высота — около 11 метров. Обхват ствола — 5 метров. Диаметр основания — 7,25 метров. Верхушку венчает дупло, образовавшееся в результате пожара от удара молнии в 1950-х годах. Дерево ежегодно плодоносит.
Дерево считается эндемиком, так как естественные дубравы находятся на расстоянии 360 км от города в пойме реки Волги.
Рядом с деревом установлена табличка с надписью: «Памятник живой природы всероссийского значения. Дуб (Quercus sp. L.). Возраст (лет) 443. Находится под охраной Всероссийской программы „Деревья — памятники живой природы“ Совета по сохранению природного наследия нации при Совете Федерации Федерального Собрания Российской Федерации. Обследован и инструментально продиагностирован Центром Древесных Экспертиз НПСА „Здоровый лес“… 2013 г.».